# Mathieu Deroche
Pour les articles homonymes, voir Deroche.
Mathieu Deroche, pseudonyme de Jean Louis Albert Mathieu, né à Dijon le 18 février 1837 et mort après son centième anniversaire, est un miniaturiste et photographe, actif à Paris et à Milan entre 1866 et 1904.
Il est surtout connu pour ses portraits, dont certains sont colorisés et transférés sur céramique et vitrifiés par un procédé qui porte son nom : Procédé Deroche ou Procédé Mathieu-Deroche.

## Biographie
Jean Louis Albert Mathieu est né à Dijon le 18 février 1837. Il est le fils de Adrien Prosper Mathieu, juge d'instruction à Dijon, et de Louise Catherine Aimée Monthieu.
En 1861, alors qu’il travaille comme dessinateur pour la fabrique des étoffes de Lyon, Jean Louis Albert Mathieu épouse Eugénie Victorine Deroche, dont le frère Victor Deroche est photographe et demeure à Milan.
Il travaille ensuite à Nice, puis, après s’être intéressé aux méthodes du chimiste Alphonse Poitevin et s'être formé avec Lafon de Camarsac, obtient une licence pour utiliser la méthode de Poitevin, un procédé pour transférer un tirage photographique de manière inaltérable sur émail ou porcelaine. Il installe un studio à Paris et travaille dans la capitale, ainsi qu'à Milan avec son confrère Francisco Heyland.
Parmi sa clientèle figurent quelques personnalités du moment telles : Ferdinand de Lesseps, Amélie Diéterle, David Gruby, François-Vincent Raspail, Paul Soleillet, ou encore Philippe d’Orléans, Comte de Paris, entre autres.
L’atelier photographique parisien poursuit son activité en 1908, sous la direction de Barbet-Massin, un neveu.
Il connaît un tel succès que le procédé porte désormais son nom.
Mathieu Deroche meurt après son centième anniversaire.

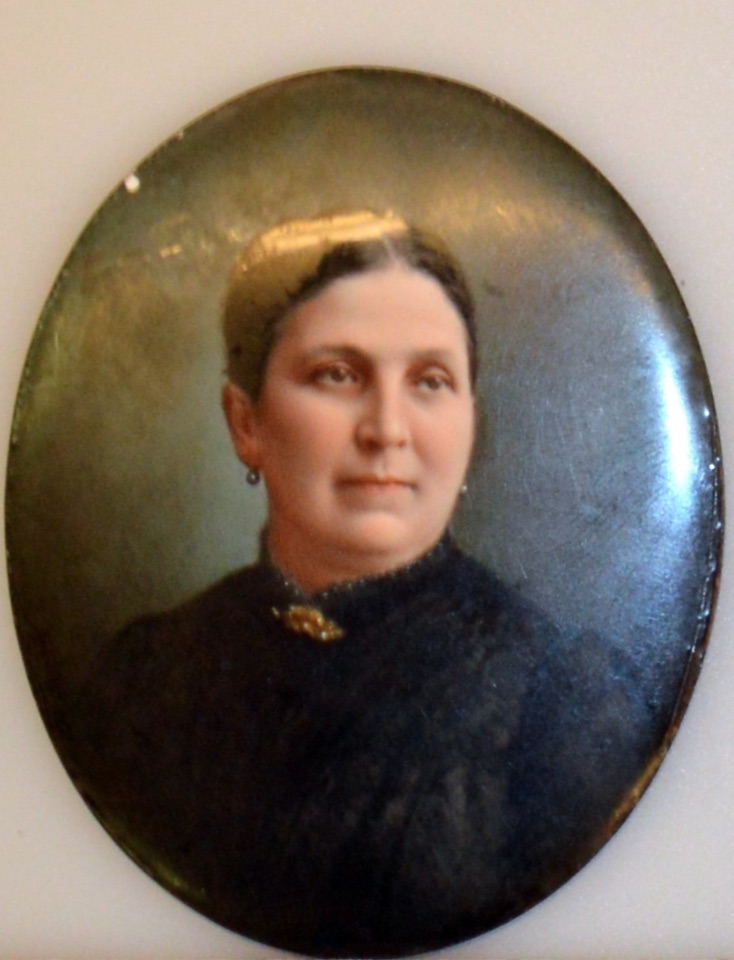
Portrait de Virginia Sarpy Peugnet (en), miniature sur émail, 1878, Missouri History Museum (en).
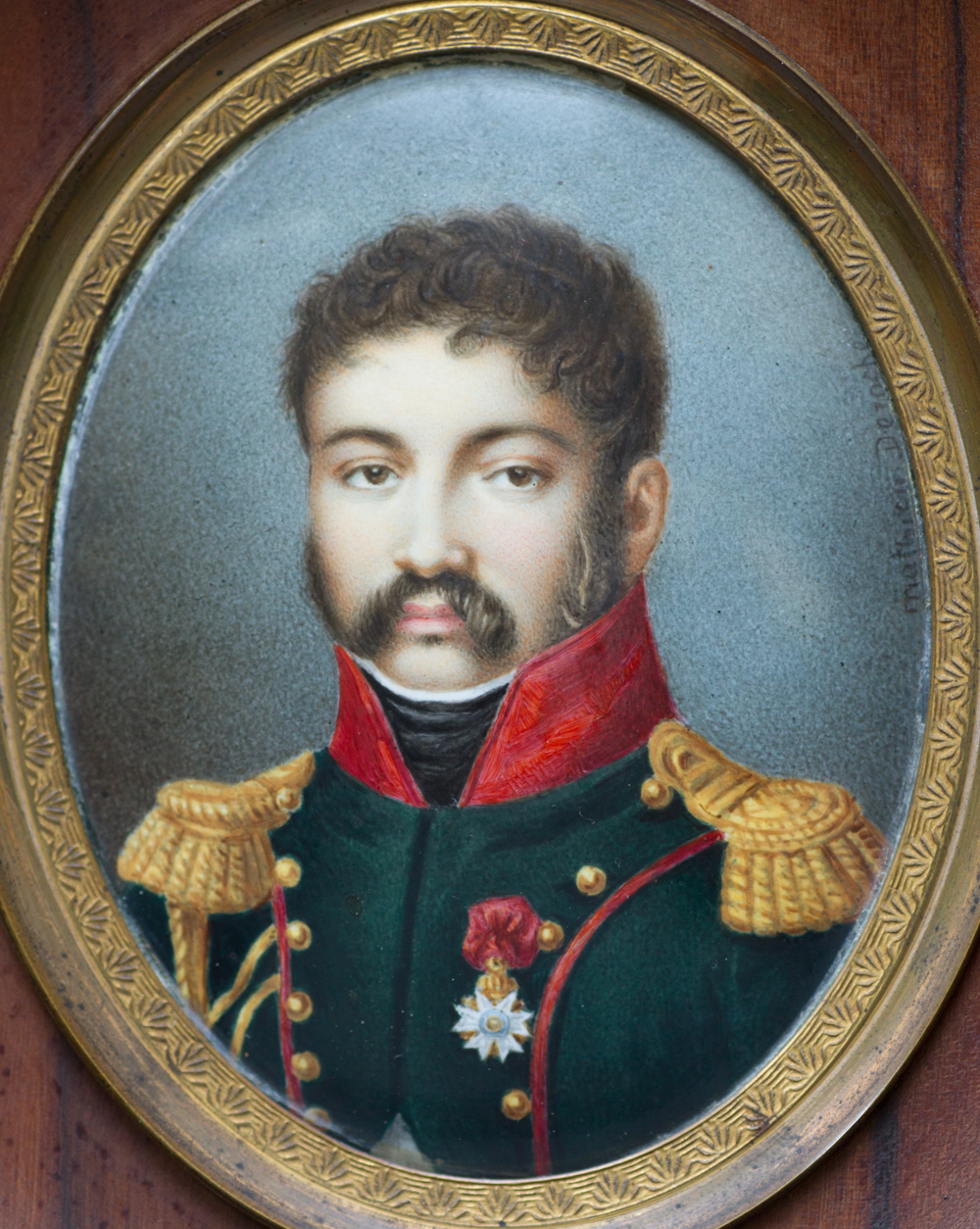
Hercule Corbineau (1780-1823), portrait posthume sur un médaillon.
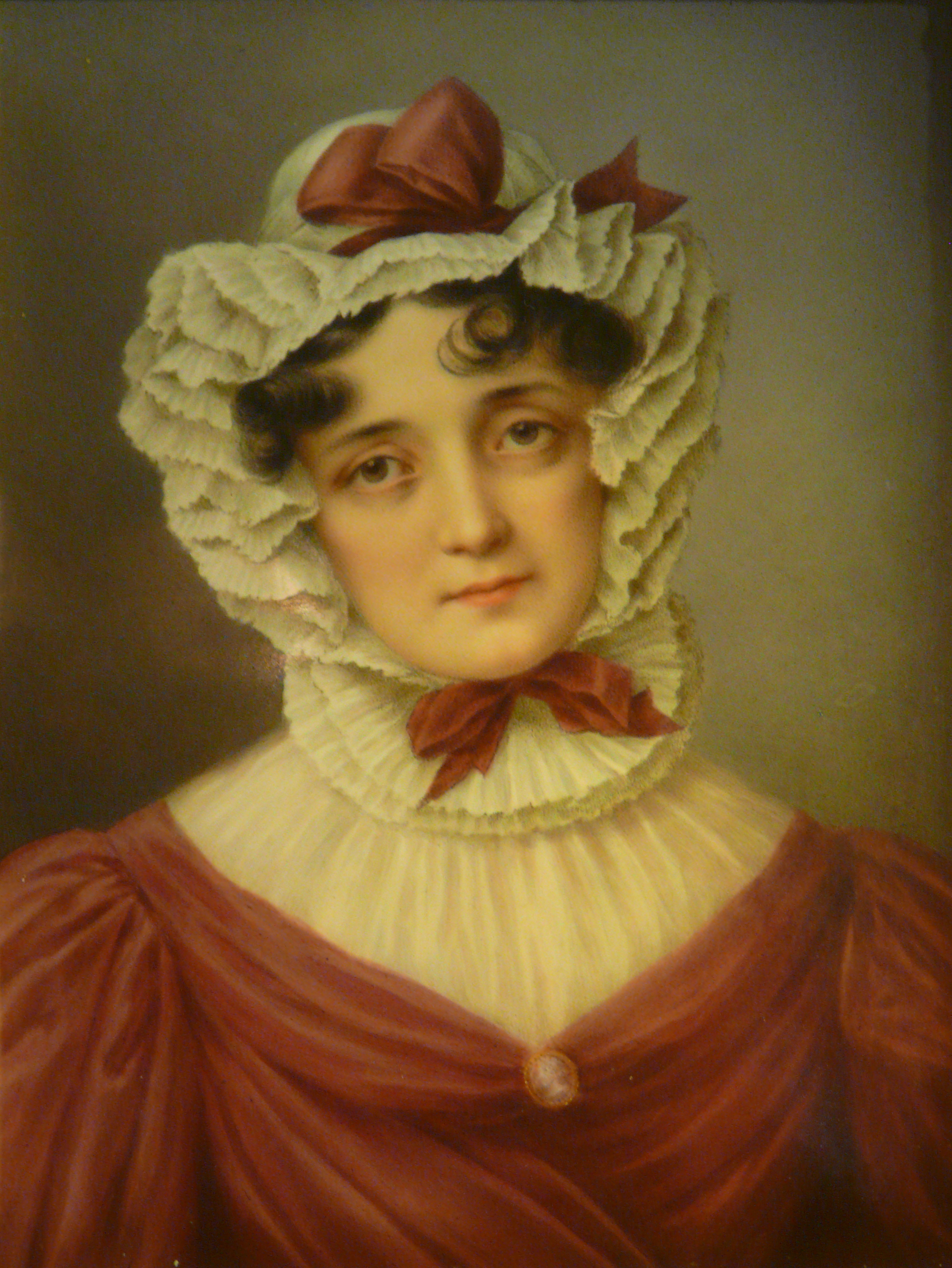
Portrait de Zofia Zamojska, née Czaroryska, vers 1900.
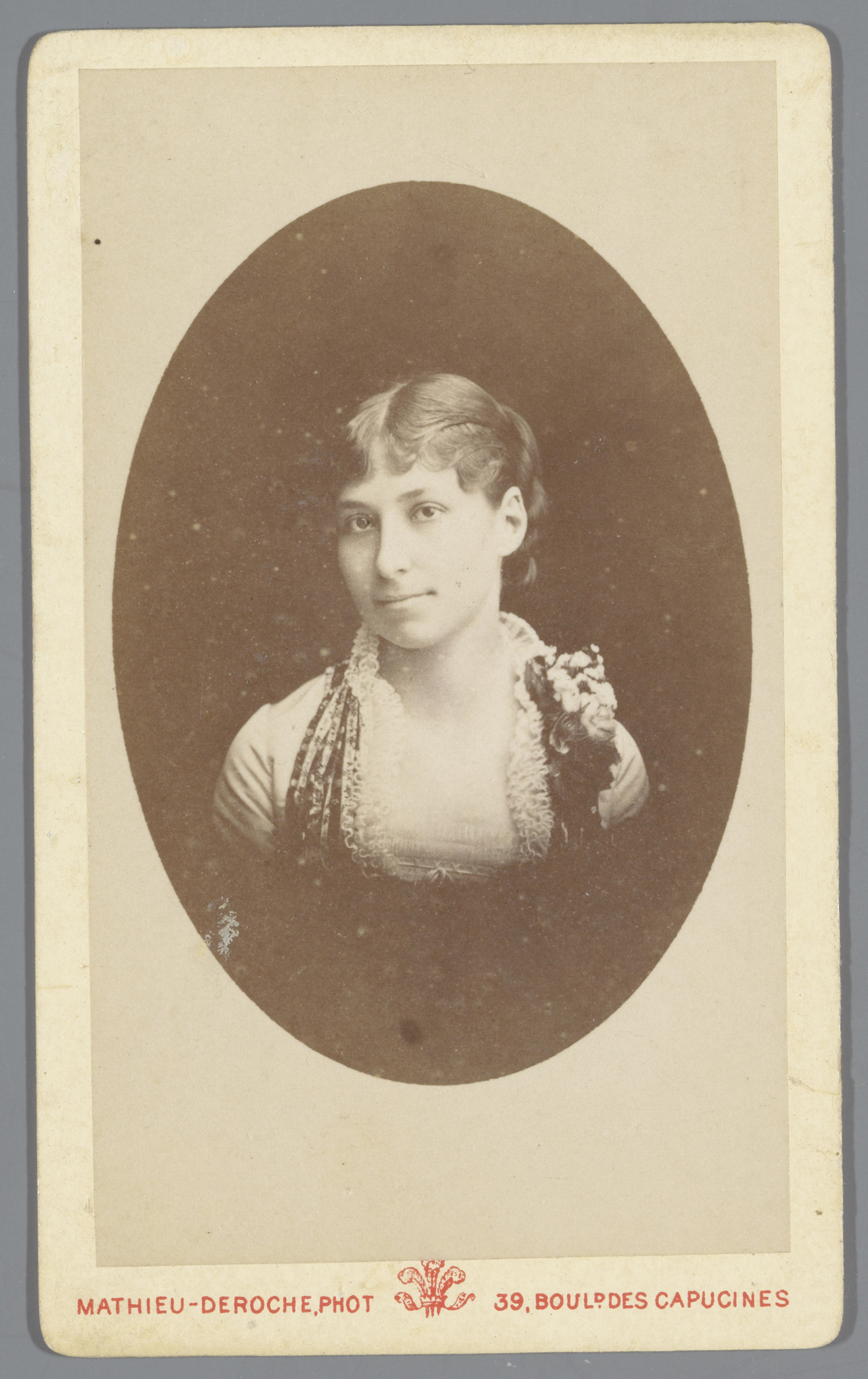
Photographie - carte de visite, entre 1878 et 1900.
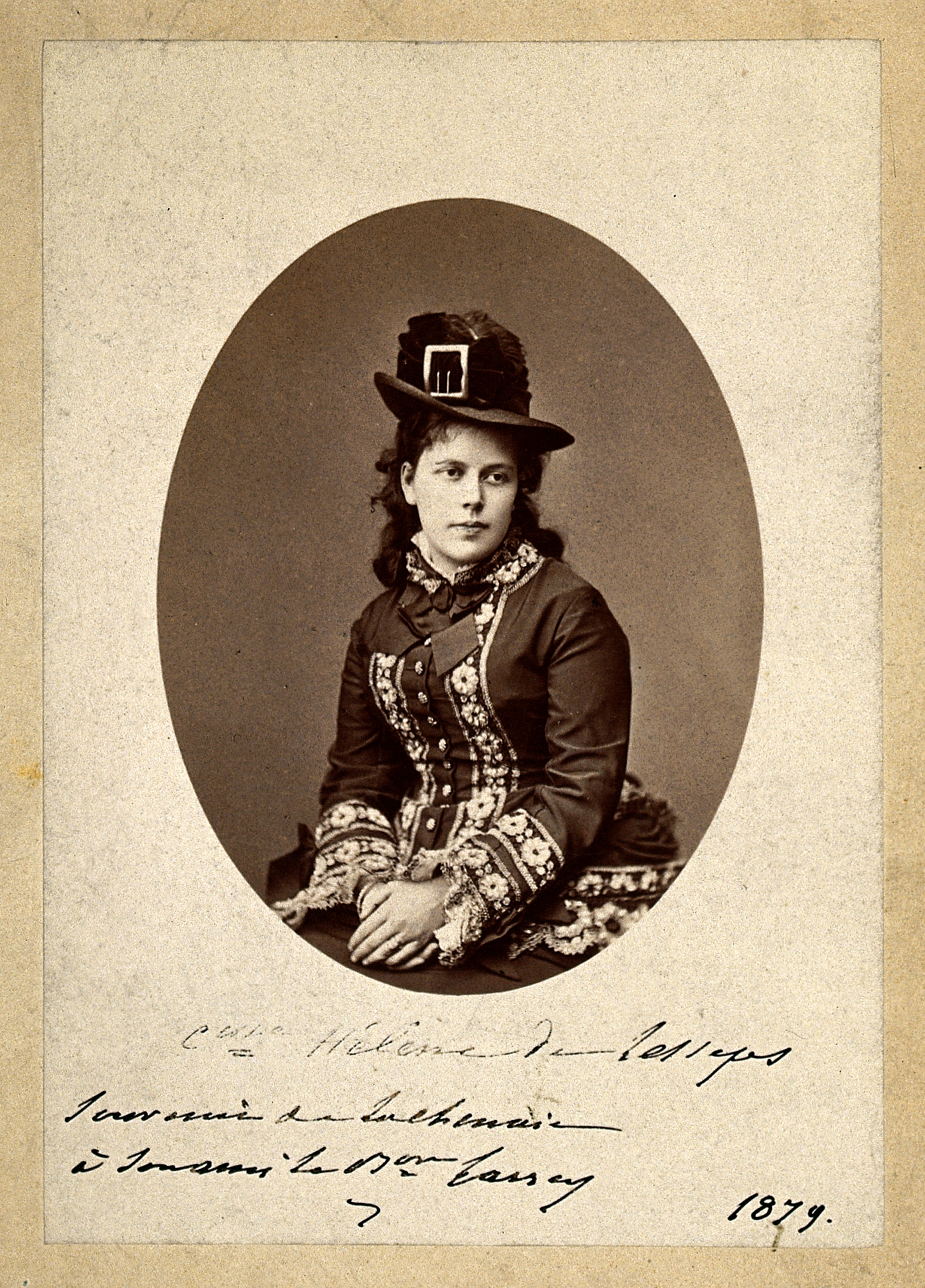
Hélène de Lesseps, photographie, 1878.

## Récompenses
- Médaille d'argent à l'Exposition de 1867
- Médaille d'or aux Expositions universelles de Paris en 1878[8] et 1889
- Grand prix à l'Exposition universelle de 1900[9]
- Grand Prix à l'Exposition de Saint-Louis en 1904

## Distinction
- Chevalier de la Légion d'honneur 14 août 1900[7]